# Anton Muzaj
Anton Muzaj też jako: Anton Muzić (ur. 15 maja 1921 we wsi Vrnavokolo k. Vitiny (Kosowo), zm. wiosną 1948 w Szkodrze) – albański duchowny katolicki, więzień sumienia, błogosławiony Kościoła katolickiego.

## Życiorys
Syn Dede i Dili. Uczył się początkowo w Prizrenie, a następnie w Seminarium Papieskim w Szkodrze. W 1938 wyjechał do Rzymu, gdzie studiował filozofię i teologię w Papieskim Uniwersytecie Gregoriańskim. 19 marca 1944 w Rzymie został wyświęcony na księdza. W 1946 powrócił do Albanii.
20 maja 1947 został aresztowany przez funkcjonariuszy Sigurimi oskarżony o prowadzenie działalności szpiegowskiej i poddany torturom. Po zwolnieniu z więzienia trafił do rezydencji arcybiskupa szkoderskiego, gdzie po kilku dniach zmarł w wyniku tortur. Pochowany w nieznanym miejscu.
Muzaj znalazł się w gronie 38 albańskich duchownych, którzy 5 listopada 2016 w Szkodrze zostali ogłoszeni błogosławionymi. Beatyfikacja duchownych, którzy zginęli „in odium fidei” została zaaprobowana przez papieża Franciszka 26 kwietnia 2016.